# Jiří Brožovský
Jiří Brožovský (* 1976) je český stavební inženýr a vysokoškolský pedagog, od roku 2024 děkan Fakulty stavební VŠB-TUO (FAST VŠB-TUO).
V roce 1999 dokončil studium oboru konstrukce a dopravní stavby na Fakultě stavební VUT v Brně a získal titul inženýr. V roce 2001 začal působit jako akademický pracovník na Fakultě stavební VŠB-TUO, kde zároveň v roce 2003 získal doktorský titul v oboru teorie konstrukcí. V roce 2009 se na FAST VŠB-TUO habilitoval v oboru teorie a konstrukce staveb a v roce 2011 se zde stal zástupcem vedoucího Katedry stavební mechaniky. V letech 2013 až 2018 působil jako proděkan FAST VŠB-TUO pro vědu, výzkum a doktorské studium a v letech 2018 až 2022 jako proděkan pro vědu a výzkum. V letech 2011 až 2013 zároveň působil jako vedoucí fakultního útvaru pro vědu a výzkum.
V srpnu 2020 byl v oboru teorie a konstrukce staveb jmenován profesorem a v roce 2023 se stal vedoucím Katedry stavební mechaniky. V letech 2014 až 2019 Brožovský působil rovněž jako vědeckovýzkumný pracovník na Fakultě stavební ČVUT. V prosinci 2023 byl zvolen děkanem FAST VŠB-TUO, funkce se ujal v roce 2024.